# Раутер, Ганс Альбин
Ганс Альбин Раутер (нем. Hanns Albin Rauter или также Иоганн Баптист Альбин Раутер нем. Johann Baptist Albin Rauter; 4 февраля 1895, Клагенфурт, Каринтия, Австро-Венгерская империя, — 25 марта 1949, Схевенинген, Нидерланды) — один из руководителей нацистского оккупационного режима в Нидерландах, обергруппенфюрер СС и генерал полиции (21 июня 1943 года), генерал войск СС (1 июня 1944 года).

## Биография
Ганс Альбин Раутер был вторым из 7 детей советника лесного хозяйства Йозефа Раутера в Клагенфурте, Каринтия. После учёбы в народной школе до 1912 года он учился в высшем реальном училище, по окончании которого сдал экзамен на аттестат зрелости. Затем 10 семестров учился в Техническом университете Граца на инженера. После начала Первой мировой войны в 1914 году пошёл добровольцем в австро-венгерскую армию, служил в горнострелковых войсках, 29 октября 1915 года был тяжело ранен. 1 июля 1918 года произведён в обер-лейтенанты.
После демобилизации с 1919 года принимал участие в Каринтийской самообороне (Kärntner Abwehrkampf), направленной против словенского населения края. С мая по июль 1921 года был членом Добровольческого корпуса «Оберланд» («Freikorps Oberland»), действовавшего в Верхней Силезии. В 1921 году был одним из создателей и руководителей «Штирийского отечественного союза» («Steirischer Heimatschutz»), с 1921 до 1933 года являлся начальником штаба союза. 1 мая 1935 года союз вошёл в полном составе в НСДАП, но Раутер до конца жизни так официально в НСДАП и не вступил, хотя ещё в 1927 году познакомился с Адольфом Гитлером и вёл национал-социалистическую пропаганду в Австрии.
В сентябре 1931 года принимал участие в неудачной попытке государственного переворота в австрийской федеральной земле Штирия (т. н. «Путч Пфримера»), а после прихода 30 января 1933 года А. Гитлера к власти бежал в Германию, где устроился работать в Земельное управление по Австрии («Landesleitung für Österreich») в системе высшего руководства НСДАП в Мюнхене. Затем он вступил в СА и с 9 ноября 1933 до 17 октября 1934 года руководил т. н. «Боевым кольцом австрийцев в Рейхе» («Kampfring der Österreicher im Reiche»). С 4 августа 1934 по август 1938 года был начальником штаба и представителем руководителя Управления НСДАП по делам беженцев (NSDAP-Flüchtlingshilfswerk), ответственным за австрийских беженцев.
20 февраля 1935 года, будучи в чине оберфюрера СА, вступил в СС (билет № 262 958) и сразу получил чин оберфюрера СС. Был заместителем начальника и начальником штаба группенфюрера СС Альфреда Роденбюхера в Австрии. В июне 1936 года зачислен в Личный штаб рейхсфюрера СС. Весной 1938 года стал депутатом Рейхстага. С 20 октября 1938 года — начальник штаба оберабшнита СС «Юго-Восток» (Бреслау).
С 12 июня 1940 года — командующий оберабшнита СС «Северо-Запад» (Гаага) и одновременно с 26 июня 1940 года и до конца войны — высший руководитель СС и полиции в Нидерландах. Одновременно с 23 мая 1940 года являлся генеральным комиссаром по вопросам безопасности в составе руководства Рейхскомиссариата «Нидерланды». В апреле 1941 стал группенфюрером СС, а в июне 1943 года — обергруппенфюрером СС. Руководил действиями карательных органов на территории Нидерландов. В течение 1940—1944 гг. в концлагеря было отправлено 110 тысяч голландских евреев (после окончания войны на родину вернулось около 5 тысяч человек). Помимо этого, при активном участии Раутера примерно 300 тысяч нидерландцев были угнаны на принудительные работы в Германию, а их недвижимое имущество конфисковано.
Поздним вечером 6 марта 1945 года участники нидерландского Движения Сопротивления совершили покушение на Раутера по дороге между Арнемом и Апелдорном. Несколькими выстрелами Раутер был ранен и притворился мёртвым. Покушавшиеся сбежали, а через несколько часов Раутер был найден и перевезён в больницу. На следующий день командующий полицией безопасности и СД в Нидерландах Карл Эберхард Шёнгарт приказал принять «ответные меры», в результате которых 8 марта 1945 года было казнено 263 узника тюрем и концентрационных лагерей.
После окончания войны арестован британской военной полицией в госпитале города Ойтин в Шлезвиг-Гольштейне и передан нидерландским властям. На судебном процессе был признан виновным в гибели 127 500 голландцев и 104 тысяч евреев и 4 мая 1948 года Гаагским особым судом был приговорён к смертной казни. 12 января 1949 года кассационный суд отклонил прошение о помиловании, и 25 марта 1949 года Раутер был казнён расстрельной командой в дюнах у города Схевенинген.

## Награды
- Железный крест 1-го и 2-го класса (1914)
- Австрийская серебряная медаль за храбрость 1-го класса
- Медаль за ранение (1918)
- Медаль «В память 13 марта 1938 года»
- Почётная шпага рейхсфюрера СС
- Кольцо «Мёртвая голова»
- Крест Военных заслуг с мечами 2-го (1939) и 1-го (1939) класса